# Kommunalvalen i Sverige 2014
Kommunalvalen i Sverige 2014 genomfördes den 14 september 2014. Vid detta val valdes kommunfullmäktige för mandatperioden 2014–2018 i samtliga 290 kommuner.
Röstkorten delades ut med posten under perioden 19-27 augusti. Väljare kunde börja förtidsrösta inom Sverige den 27 augusti.
Kommunalvalet i Båstads kommun överklagades av Socialdemokraterna i Båstad då de tyckte att röstandet i ett valdistrikt gått till på fel sätt, och detta överklagande fastställdes av Valprövningsnämnden genom beslut den 17 december 2014 och nämnden beslutade att ett omval skulle hållas. Omvalet i Båstads kommun hölls den 10 maj 2015, och resulterade i att Bjärepartiet och Sverigedemokraterna ökade sin representation.

## Valresultat
Denna tabell räknar inte med omvalet i Båstads kommun utan hur den nationella fördelningen såg ut när samtliga valresultat i landet fastställts av länsstyrelserna. Det var möjligt för väljarna att rösta på partier som saknade valsedlar och kandidater i en kommun. Det var möjligt även att skriva till egna namn som kandidater i valet om inte partiet hade anmält kandidater. 
| Parti                | Parti                    | Röster             | Röster | Röster | Mandatfördelning | Mandatfördelning | Namnvalsedlar  | Namnvalsedlar |
| Parti                | Parti                    | Antal              | %      | +− %   | Antal            | +−               | Antal kommuner |               |
| -------------------- | ------------------------ | ------------------ | ------ | ------ | ---------------- | ---------------- | -------------- | ------------- |
|                      | Socialdemokraterna       | 1 947 473          | 31,23  | −1,15  | 4 364            | −229             | 290            |               |
|                      | Moderata samlingspartiet | 1 343 586          | 21,55  | −4,64  | 2 435            | −531             | 286            |               |
|                      | Sverigedemokraterna      | 581 476            | 9,33   | +4,42  | 1 324            | +712             | 263            |               |
|                      | Centerpartiet            | 489 381            | 7,85   | +0,24  | 1 411            | +12              | 289            |               |
|                      | Miljöpartiet de Gröna    | 483 529            | 7,76   | +0,69  | 732              | +46              | 271            |               |
|                      | Folkpartiet liberalerna  | 408 175            | 6,55   | −1,37  | 710              | −204             | 282            |               |
|                      | Vänsterpartiet           | 401 531            | 6,44   | −0,87  | 750              | +47              | 275            |               |
|                      | Kristdemokraterna        | 248 070            | 3,98   | −0,38  | 515              | −76              | 273            |               |
|                      | Feministiskt initiativ   | 76 646             | 1,23   | +0,94  | 26               | +22              | 22             |               |
|                      | Övriga partier           | 255 143            | 4,09   | —      | 513              | —                | —              |               |
| Antal giltiga röster | Antal giltiga röster     | 6 235 010          | 100,0  |        | 12 780           | −198             | 290 kommuner   |               |
| Ogiltiga röster      | Ogiltiga röster          | 80 380             |        |        |                  |                  |                |               |
| Totalt               | Totalt                   | 6 315 390 (82,84%) |        |        |                  |                  |                |               |

### Kartor
| Majoritetsförhållanden i kommunfullmäktige | Majoritetsförhållanden i kommunfullmäktige | Kommunstyren                                           | Kommunstyren                                           |
| 2010 | 2014 | 2010                                                   | 2014                                                   |
| --- | --- | ------------------------------------------------------ | ------------------------------------------------------ |
| | |                                                        |                                                        |
| S+V+MP i absolut majoritet S+V+MP i relativ majoritet M+C+FP+KD i absolut majoritet M+C+FP+KD i relativ majoritet Jämnt mellan blocken Tredje parti i relativ majoritet | S+V+MP i absolut majoritet S+V+MP i relativ majoritet M+C+FP+KD i absolut majoritet M+C+FP+KD i relativ majoritet Jämnt mellan blocken Tredje parti i relativ majoritet | Vänsterstyre Borgerligt styre Blocköverskridande styre | Vänsterstyre Borgerligt styre Blocköverskridande styre |

## Kommunala folkomröstningar
I samband med valet genomfördes sex kommunala folkomröstningar:

### Bengtsfors
"Är du för att en gemensam Dalslandskommun bildas?"
| Sida   | Röster | %     |
| ------ | ------ | ----- |
| Nej    | 2 357  | 46,8  |
| Ja     | 1 951  | 38,7  |
| Blanka | 729    | 14,5  |
| Totalt | 5 037  | 100,0 |

Källa: Bengtsfors kommun: Val 2014

### Botkyrka
Vill du att kommundelen Tullinge ska brytas ut från nuvarande Botkyrka kommun, så att det bildas två kommuner: Botkyrka (utan Tullinge) och Tullinge?
| Sida   | Röster | %     |
| ------ | ------ | ----- |
| Nej    | 29 307 | 69,9  |
| Ja     | 10 709 | 25,5  |
| Blanka | 1 906  | 4,6   |
| Totalt | 41 922 | 100,0 |

Källa: Folkomröstning 2014 - Eventuell delning av Botkyrka kommun

### Göteborg
"Anser du att trängselskatten ska fortsätta i Göteborg efter valet 2014?"
| Sida   | Röster  | %     |
| ------ | ------- | ----- |
| Nej    | 175 561 | 56,9  |
| Ja     | 133 017 | 43,1  |
| Totalt | 308 578 | 100,0 |

Källa: Göteborgs stad: Folkomröstning trängselskatt fastställt resultat

### Ljusnarsberg
- "A: Jag vill att kommunen ska heta Ljusnarsbergs kommun."
- "B: Jag vill att kommunen ska heta Kopparbergs kommun."

| Sida   | Röster | %     |
| ------ | ------ | ----- |
| A      | 1 807  | 63,9  |
| B      | 935    | 33,1  |
| Blanka | 86     | 3,0   |
| Totalt | 2 828  | 100,0 |

Källa: Ljusnarsbergs kommun: Kommunfullmäktige sammanträdesprotokoll 2014-09-18

### Tjörn
"Kommunfullmäktige har efter ett s.k. folkinitiativ beslutat att det ska hållas en 
rådgivande folkomröstning om det ska byggas en simhall på Tjörn. 
Simhallen skall i sådant fall vara centralt belägen och finansieras genom en 
skattehöjning om 25 öre motsvarande cirka 8 miljoner kronor per år. Detta 
innebär att de totala årliga kostnaderna för kapitaltjänst och löpande drift får 
maximalt uppgå till detta belopp. 
Anser Du att ett sådant projekt bör genomföras?"
| Sida   | Röster | %     |
| ------ | ------ | ----- |
| Nej    | 4 665  | 51,8  |
| Ja     | 3 712  | 41,3  |
| Blanka | 620    | 6,9   |
| Totalt | 8 997  | 100,0 |

Källa: Protokoll Tjörns kommunfullmäktige 22 maj 2014

### Upplands Väsby
"Kommunen har tagit fram en fördjupad översiktsplan för Nordvästra Väsby som innehåller bostäder i Väsby sjöstad,
utveckling av Sättraområdet och ett naturreservat i Runbyskogen. Anser du att den planen ska genomföras?"
| Sida   | Röster | %     |
| ------ | ------ | ----- |
| Nej    | 11 152 | 48,7  |
| Ja     | 10 166 | 44,4  |
| Blanka | 1 574  | 6,9   |
| Totalt | 22 892 | 100,0 |

Källa: Nej till Väsby sjöstad, som hänvisar till Upplands Väsby kommun